# 罗伯特·埃米特
罗伯特·埃米特（Robert Emmet，1778年3月4日—1803年9月20日）是一名爱尔兰民族主义者、演说家和革命家，生于爱尔兰都柏林。1803年领导了反抗英国统治的起义但失败被捕，以叛国罪处决。
埃米特出身于一个富有的新教家庭，但同情爱尔兰天主教徒，特别是他们不能够公平的进入议会。埃米特家族还同情美国革命。在很小的时候罗伯特就有了明确的政治见解。他在处决的前夜还发表了慷慨陈词的演说。

## 早年
罗伯特·埃米特1778年3月4日出生于克洛纳基尔蒂附近。他是法医老罗伯特·埃米特（1729–1802）和伊丽莎白·马森最小的儿子。埃米特家庭宽裕，在圣史蒂芬绿地附近有房子，在米尔敦也有乡村居所。他的一个哥哥托马斯·阿迪斯·埃米特是民族主义者，也是西奥博尔德·沃尔夫·托恩的密友，后者经常在罗伯特年幼时去他家拜访。
1793年10月，罗伯特进入三一学院。1797年12月他加入学院社会社，一个辩论社团。在学院里，他哥哥和一些朋友参与了政治活动。罗伯特自己成为秘密社团联合爱尔兰委员会的秘书，因此在1798年被开除。同年为躲避追捕流亡法国。在法国埃米特得到拿破仑的支持，后者许诺若革命爆发会提供援助。但是起义军藏匿处的一次爆炸暴露了革命计划。埃米特被迫提前实施他的计划，结果拿破仑的许诺从未兑现，最终起义失败。
1798年起义后，罗伯特·埃米特参与了爱尔兰人联合会的重新组织。1799年4月政府发出了对他的逮捕令，他逃脱了，到法国希望求得军事援助。次年3月，他开始准备另一次起义。

## 1803年起义

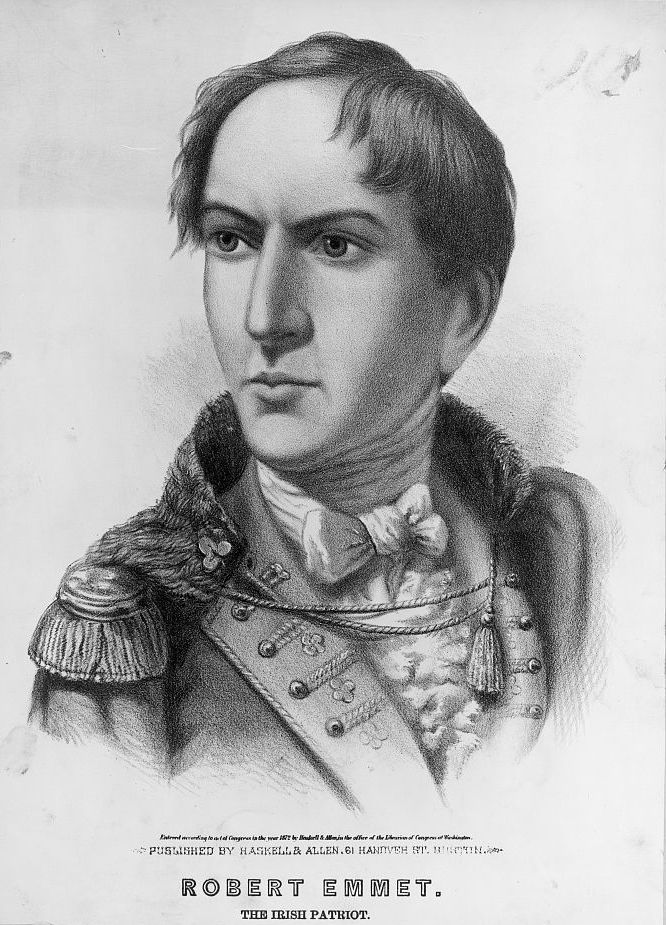
1872的“罗伯特·埃米特——爱尔兰爱国者”画像

回到爱尔兰后，埃米特与托马斯·罗素与詹姆斯·霍普着手准备新的起义。他开始制造武器和炸药，甚至改进了矛，使之与铰链配合能够隐藏于披风之下。与1798年起义不同，保密工作做得很好，但武器库的一次意外爆炸炸死了一个人，迫使埃米特提前起义的日期。
埃米特没能接受迈克尔·德怀尔的威克洛义军的帮助，基尔代尔义军有许多虽然来了，但没能得到许诺的武器后离开，不过起义还是在1803年7月23日发动了。义军没能夺取防御力量不足的都柏林城堡，起义变成托马斯街区域的大规模暴动。埃米特亲眼目睹一名重骑兵从马上被拉下来，再被矛刺死，他决定停止起义，以免更多的流血。但他失去了对追随者的控制，爱尔兰首席法官基尔沃登子爵也被从马车上拖下来乱刀砍死。零星的冲突持续至夜晚，起义被军队镇压，约20名军人和50名起义者死亡。

## 处决

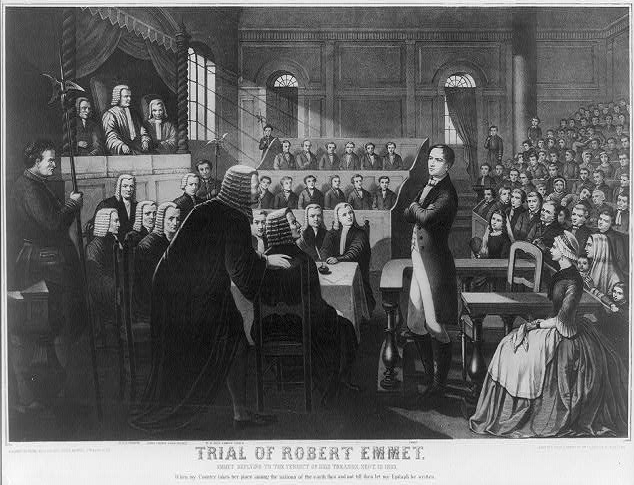
审判罗伯特·埃米特

埃米特开始逃亡，但在8月24日在哈罗德克罗斯附近被捕。他因从藏身处Rathfarnam到哈罗德克罗斯去见他的爱人莎拉·柯伦而暴露了自己。9月19日他被控叛国罪；他的辩护律师伦纳德·麦克纳利事先被以200英镑外加一份养老金秘密收买。不过助理律师彼得·布罗斯拒绝了贿赂，尽力为埃米特作了辩护。
宣判之后，埃米特发表了名为《Speech from the Dock》的演讲，演讲的最后几句话在他死后为其在爱尔兰共和主义者间赢得了名誉。但现在找不到埃米特自己写下的确定版本。
谁都不要为我写墓志铭：因为了解我的动机的人现在不敢为我的动机辩护，还因为不该让偏见和无知来诽谤我的动机。让我的那些动机以及我本人在默默无闻和平平静静之中安息吧！在另一个时代，在别人能公正地对待我的名声之前，让我的墓碑保持光碑一块吧；在我的祖国能够跻身世界民族之林时，再给我写上墓志铭吧。我的话完了。
9月19日，埃米特被判叛国罪，主法官诺伯里伯爵要求将埃米特绞首、剖腹和分尸。第二天埃米特被处决于托马斯街，死后又遭斩首。他的许多亲朋，包括那些未参与起义的人也遭到逮捕，人们因惧怕被捕而不敢出来为他们辩护。